# Pirates (Rickie Lee Jones)
| Recensione                        | Giudizio          |
| --------------------------------- | ----------------- |
| AllMusic                          | [ 1 ]             |
| Robert Christgau                  | C+                |
| The New Rolling Stone Album Guide | [ 3 ]             |
| Sputnikmusic                      | 4.1 (Excellent)   |
| Piero Scaruffi                    | [ 5 ]             |
| OndaRock                          | Disco consigliato |

Pirates è il secondo album della cantautrice statunitense Rickie Lee Jones, pubblicato nel luglio del 1981.
Rispetto all'esordio i brani sono meno immediati dove le strutture sono più complesse ed includono elementi rock, jazz e soul. Vi è una forte presenza del pianoforte.
Molte delle canzoni del disco fanno riferimento alla fine della storia d'amore della cantante con il collega Tom Waits.

## Tracce
Tutti i brani sono stati scritti dalla Jones tranne dove indicato.
Lato A
1. We Belong Together – 4:59
2. Living It Up – 6:23
3. Skeletons – 3:37
4. Woody and Dutch on the Slow Train to Peking – 5:15 (Ricky Lee Jones, David Kalish)

Lato B
1. Pirates (So Long Lonely Avenue) – 3:50
2. A Lucky Guy – 4:14
3. Traces of the Western Slopes – 8:00 (Sal Bernardi, Ricky Lee Jones)
4. The Returns – 2:20

## Musicisti
- Rickie Lee Jones - tastiere, sintetizzatore, corno, arrangiamenti cori
- Rickie Lee Jones - voce (brani: Living It Up e Traces of the Western Slopes)
- Rickie Lee Jones - accompagnamento vocale, cori (brano: Woody and Dutch on the Slow Train to Peking)
- Chuck Rainey - basso
- Steve Gadd - batteria (brani: Pirates e We Belong Together
- Steve Gadd - percussioni (brano: Woody and Dutch on the Slow Train to Peking)
- Art Rodriguez - batteria (brani: Living It Up e Traces of the Western Slopes)
- Lenny Castro - percussioni
- Victor Feldman - percussioni
- Buzzy Feiten - chitarra
- Dean Parks - chitarra
- Steve Lukather - chitarra
- David Kalish - chitarra (brano: Woody and Dutch on the Slow Train to Peking)
- Neil Larsen - tastiere
- Russell Ferrante - tastiere
- Clarence McDonald - tastiere
- Randy Kerber - tastiere (brani: Skeletons e The Returns)
- Michael Boddicker - sintetizzatore
- Donald Fagen - sintetizzatore (brano: Pirates)
- Rob Mounsey - sintetizzatore (brano: Pirates)
- Randy Brecker - tromba, flicorno (brani: Pirates e Woody and Dutch on the Slow Train to Peking)
- Jerry Hey - tromba, flicorno (brano: Traces of the Western Slopes)
- David Sanborn - sassofono alto (brani: Pirates e Woody and Dutch on the Slow Train to Peking)
- Tom Scott - sassofono tenore, sassofono baritono (brani: Pirates e Woody and Dutch on the Slow Train to Peking)
- Sal Bernardi - armonica (brani: Pirates e Traces of the Western Slopes)
- Sal Bernardi - voce (brani: Living It Up e Traces of the Western Slopes)
- Arno Lucas - accompagnamento vocale, cori (brano: Woody and Dutch on the Slow Train to Peking)
- Leslie Smith - accompagnamento vocale, cori (brano: Woody and Dutch on the Slow Train to Peking)
- Joe Turano - accompagnamento vocale, cori (brano: Woody and Dutch on the Slow Train to Peking)
- Ralph Burns - arrangiamenti orchestra (brani: Skeletons e The Returns)
- Nick DeCaro - arrangiamenti orchestra (brano: Livin' It Up)

Note aggiuntive
- Lenny Waronker e Russ Titelman - produttori
- JoAnn Tominaga e Vicki Fortson - coordinatori alla produzione
- Registrazioni effettuate il 30 gennaio 1980 al Warner Bros. Recording Studio di North Hollywood, California
- Lee Herschberg, Loyd Clifft e Mark Linett - ingegneri della registrazione
- Elliot Scheiner e Ken Deane - ingegneri aggiunti
- Stuart Gitlin, Steve Ettinger e Margaret Gwynne - secondi ingegneri delle registrazioni
- Mike Salisbury - design copertina LP
- Brassaï - fotografia copertina frontale album[8]